# 4th Creative Party

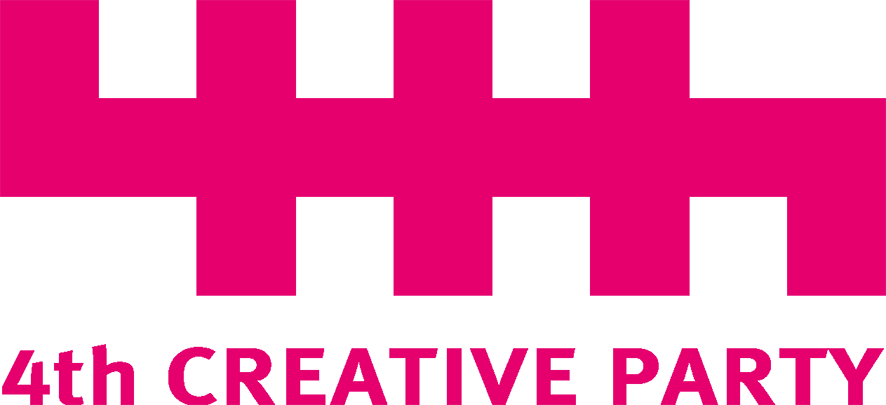
4th CREATIVE PARTY CI

4th CREATIVE PARTY 是韩国一家后期视觉特效公司。该公司以电影VFX制作为主，同时进行动画、主题公园影像等新媒体内容的企划制作。
1996年，韩国第一代VFX视效总监4人共同成立了 VFX Studio “EON Digital Film” ，其为 “4th CREATIVE PARTY” 的前身。

## 领域

### 视效
从1996年至今20多年时间，共制作了韩国、中国、欧洲、好莱坞等海内外电影约190余部。
韩国电影制作了朴赞郁导演的《小姐》、《蝙蝠》、《老男孩》，奉俊昊导演的《汉江怪物》、《母亲》，崔东勋导演的《暗杀》等。
海外电影制作了《玉子》、《雪国列车》、《斯托克》、《假日惊情》、《三生三世十里桃花》、《喵星人》等，近期在制作中国影片《古剑奇谭之流月昭明》、《三体》、《素人特工》等。

### 动画
该公司于2014年收购了韩国釜山的动画公司 “AZworks” ，开始动画业务。
曾与CJ E&M共同制作电视动画系列片《动感火车家族》；参与制作过荒牧伸志导演的动画电影《船长哈洛克》。

### 新媒体 / 主题公园内容
2014年，该公司开设新媒体事业部门，制作主题公园的特种电影、全球家电企业的高画质显示屏演示片，进行以空间为依托的新媒体影像业务、高画质媒体显示屏开发项目等。
2015年，企划制作了韩国乐天世界飞行影院项目飞行冒险“（FLY VENTURE KOREA）”，于2016年开放。也企划制作中国项目。目前正在进行中国无锡万达飞行影院影片制作。

## VFX 作品
2020 《陰陽師：晴雅集》
2019 《半岛》、《指定生存者》、《Item》、《素人特工》、《狂怒沙暴》、《我的日记》、《美人漁2》、《三体》
2018 《Intimate Strangers》、《黄金兄弟》、《死之咏讃》、《Believe It or Not》、《7年之夜》、《古剑奇谭之流月昭明》
2017 《玉子》、《三生三世十里桃花》、《喵星人》、《王者》、《不汗党：坏家伙们的世界》、《苌山虎》、《VIP》、《治安官》
2016 《幸运钥匙》、《阿修罗》、《德惠翁主》、《告别单身》、《小姐》、《检察官外传》、《琼斯的自由国度》、《塔卢拉》
2015 《寻龙诀》、《暗杀》、《老手》、《大虎》、《内在美》、《二十》、《无赖汉》、《假日惊情》、《同等族群》
2014 《我的早更女友》、《后会无期》、《标靶》、《群盗：民乱的时代》、《老千2：神之手》、《哭泣的男人》、《顶级较量》、《我的独裁者》、《孵花》
2013 《柏林》、《斯托克》、《落跑老爸》、《隐秘而伟大》、《流感》、《万神》、《雪国列车》、《华颐：吞噬怪物的孩子》、《不標準情人》
2012 《嚎叫》、《间谍》
2011 《冠军》、《碧泪钏》、《神之岛，济州》
2010 《波澜万丈》、《Alpha Centauri》
2009 《蝙蝠》、《母亲》、《田禹治》、《追影》 
2008 《打抱不平》、《Wonder Kids》
2007 《无法阻挡的婚姻》、《解剖学教室》、《谋杀快乐》、《韩斯尔与葛蕾特》、《东京！》
2006 《爸爸，玛丽和我》、《不需要爱情》、《度方传说》、《机器人之恋》、《美女也烦恼》、《姐姐走了》、《那家伙的声音》
2005 《你是我的命运》、《美女与野兽》、《汉江怪物》、《死生决断》、《多细胞少女》、《我男朋友的日记》
2004 《球爱咖啡屋》、《三更2》、《哭泣的拳头》、《南极日记》、《亲切的金子》 
2003 《去火星的男人》、《清风明月》、《丑闻:朝鲜男女相悦之事/挑情宝鉴》、《老男孩》 
2002 《四房窸敌》、《拯救我的丈夫》、《Deus Machina》
2001 《武士》、《杀手公司》、《春逝》、《我的老婆是大佬》、《大佬斗和尚》、《人民公敌》、《结婚是疯狂的》 
2000 《绑架门口狗》、《秘密》、《触不到的恋人》、《幽灵的士》 
1999 《山钱水钱》、《间谍》、《赤色人鬼恋》、《加油站袭击案》、《女高怪谈2》、《学校传说》、《黑洞》、《淘气烘面包》
1998 《愤怒的爱情》、《星期六下午2点》
1997 《朴vs朴》

## 获奖
| 年度 | 奖项                                                        | 获奖作品                                     |
| ---- | ----------------------------------------------------------- | -------------------------------------------- |
| 2018 | 第90届奥斯卡颁奖典礼“视觉效果奖 TOP10 提名”                 | 《玉子》 (Okja)                              |
| 2018 | 第45届 电脑图形及互动技术展览会“电脑动画节部分-VR Theater”  | 《穿越黑暗》 (Across Dark)                   |
| 2016 | 第53届大钟奖电影节“技术奖”                                  | 《大虎》 (The Tiger)                         |
| 2016 | 第21届春史电影奖“技术奖”                                    | 《大虎》 (The Tiger)                         |
| 2016 | SIGGRAPH ASIA 2016 “Computer Animation Festival” 受邀公映。 | 《大虎》 (The Tiger)                         |
| 2016 | 第十届亚洲电影大奖“最佳视觉效果奖”候补提名                  | 《大虎》 (The Tiger)                         |
| 2015 | 韩国内容奖“韩国文化产业振兴院长奖 动漫形象部分”             | 《动感火车家族》 (Robot Trains)              |
| 2012 | 韩国内容奖“文化体育观光部长官奖”                            | 《神之岛，济州》 (Guard of island, JEJU)     |
| 2010 | 第四届亚洲电影大奖“最佳视觉效果奖”                          | 《蝙蝠》 (Thirst)                            |
| 2010 | 丽水国际特殊效果大会“最佳视觉效果奖”                        | 《田禹治》 (Jeon Woochi : The Taoist Wizard) |
| 2010 | 台湾金马奖电影节“视觉效果奖”                                | 《狄仁杰之通天帝国》 (Detective Dee)         |
| 2007 | 马拉加国际电影节“最佳特效奖”                                | 《机器人之恋》 (I'm a Cyborg But That's OK)  |
| 2006 | 大韩民国电影大奖“视觉效果奖”                                | 《汉江怪物》 (The Host)                      |
| 2006 | 青龙电影节“技术奖”                                          | 《汉江怪物》 (The Host)                      |